# 식물사회학
식물사회학(Phytosociology)은 일반적으로 함께 발견되는 식물 종 그룹에 대한 연구이다. 식물사회학은 주어진 영토의 식생 환경을 경험적으로 설명하는 것을 목표로 한다. 식물의 특정 군집은 현재와 과거의 특정 조건의 산물인 사회적 단위로 간주되며 그러한 조건이 충족될 때만 존재할 수 있다. 식물사회학에서는 이러한 단위를 전층 군락(phytocoenose)이라고 한다. 전층 군락는 일반적으로 식물 군집으로 알려져 있으며 주어진 지역의 모든 식물의 합으로 구성된다. 이것은 주어진 지역의 모든 유기체로 구성된 생물 군집(biocoenosis)의 하위 집합이다. 좀 더 엄밀히 말하면, 전층 군락은 경쟁이나 다른 생태적 과정을 통해 서로 상호 작용하는 지역의 식물 집합이다. 코에노스(Coenose)는 유기체와 상호 작용하는 물리적 환경으로 구성된 생태계와 동일하지 않다. 피토코엔시스(phytocoensis)에는 매핑할 수 있는 분포가 있다. 식물사회학은 구문론으로 알려진 계층 구조에서 이러한 전층 군락을 설명하고 분류하는 시스템을 가지고 있으며 이 시스템에는 명명법이 있다. 이 학문은 유럽, 아프리카 및 아시아에서 가장 발전했다.
미국에서 이 개념은 종에 관한 보다 개인주의적인 용어로 환경을 연구하는 데 찬성하여 크게 거부되었다. 여기서 식물의 특정 연관성은 개인의 선호도와 변화도에 대한 반응으로 인해 무작위로 발생하고 식물군 사이에 명확한 경계가 없다. '식물 군락'이라는 용어는 일반적으로 미국에서 다수의 특정 식물 종으로 구성된 서식지에 사용된다.
이는 고도로 기술적이고 예측 가능한 능력과 자연 관리 문제에 대한 유용성 때문에 현대 식생 과학의 범위에서 성공적인 접근 방식이었다.

## 같이 보기
- 생물지리학
- 식물지리학